# Cryptocyclopina inopinata
Cryptocyclopina inopinata – gatunek widłonoga z rodziny Cyclopinidae. Nazwa naukowa tego gatunku skorupiaków została opublikowana w 1979 roku przez ukraińskiego zoologa Władysława Monczenkę.